# Eucalyptodiplosis chionochloae
Eucalyptodiplosis chionochloae är en tvåvingeart som beskrevs av Peter Kolesik 2007. Eucalyptodiplosis chionochloae ingår i släktet Eucalyptodiplosis och familjen gallmyggor. Inga underarter finns listade i Catalogue of Life.